# Grabner-Heimalm
Die Grabner-Heimalm ist eine Alm in der Gemeinde Dorfgastein im österreichischen Bundesland Salzburg.

## Lage und Charakteristik
Die Grabner-Heimalm liegt an den südwestlichen Hängen der Arlspitze in der Ankogelgruppe. Sie gehört zur Ortschaft Maierhofen und zur Katastralgemeinde Klammstein. Eine Almhütte steht auf einer Höhe von 1501 m ü. A. Der Heumoosbach, ein rechtsseitiger Nebenbach des Mayerhofbachs, fließt nördlich der Alm.
Nördlich der Grabner-Heimalm erstreckt sich eine Gamswild-Ruhezone, die von 1. Dezember bis 31. Mai nicht betreten werden darf. Ein Grauerlen-Hangwald wächst im Nordwesten und ein Grünerlen-Buschwald im Nordosten. Die Alm liegt zu einem Teil im Eigenjagdgebiet Heumoosalm und zum anderen Teil im Jagdgebiet Lenzbauernalm und Kendlbachmähder.